# Bromölla (đô thị)
Đô thị Bromölla (tiếng Thụy Điển: Bromölla kommun) là một đô thị ở hạt Skåne của Thụy Điển. Thủ phủ là thị xã Bromölla. Dân số thời điểm 31 tháng 12 năm 2000 là 12085 người.